# 扎布恰
扎布恰（烏克蘭語：Забуччя），是烏克蘭中北部基輔州布恰区伊尔平市镇的村落，面積0.78平方公里，海拔高度144米，2001年人口275，人口密度每平方公里352.6人。
50°29′37″N 30°10′8″E / 50.49361°N 30.16889°E